# کنی ۱۰۱۰۷
سیارک ۱۰۱۰۷ (به انگلیسی: 10107 Kenny، نامگذاری:1992FW1) ده هزار و صد و هفتمین سیارک کشف شده‌است که در ۲۷ مارس ۱۹۹۲ کشف شد.
قدر مطلق سیارک برابر ۱۴٫۱ است.